# Anisaldeído
Anisaldeído é o composto orgânico em que um hidrogênio na posição para do benzaldeído é substituído pelo radical metóxi.